# Arsenaat

Het arsenaation

Het ion arsenaat heeft de chemische formule AsO43−. Hierin heeft het arseenatoom de valentie 5 en wordt aangeduid als vijfwaardig arseen: As(V). Het moleculair gewicht van dit ion bedraagt 138,919 g/mol. Het arsenaat-anion is tetraëdisch opgebouwd met een afstand As-O van 174 nm. Arsenaten gelijken in chemisch opzicht goed op fosfaten en zijn er over het algemeen ook isomorf ermee, omdat arseen en fosfor voorkomen in dezelfde groep van het periodiek systeem.

## Diverse ionen
Zoals bij fosfor bestaan er drie homologe reeksen arsenaten : (MH2AsO4), (M2HAsO4) en (M3AsO4) (met M = eenwaardig metaal).
- In zure oplossingen komt dit ion voor als arseenzuur H3AsO4;
- In zwakzure oplossingen komt het voor als diwaterstofarsenaat H2AsO4−
- In zwakbasische oplossingen komt het voor als waterstofarsenaat HAsO42−
- In basische oplossingen komt het voor als het arsenaation AsO43−.

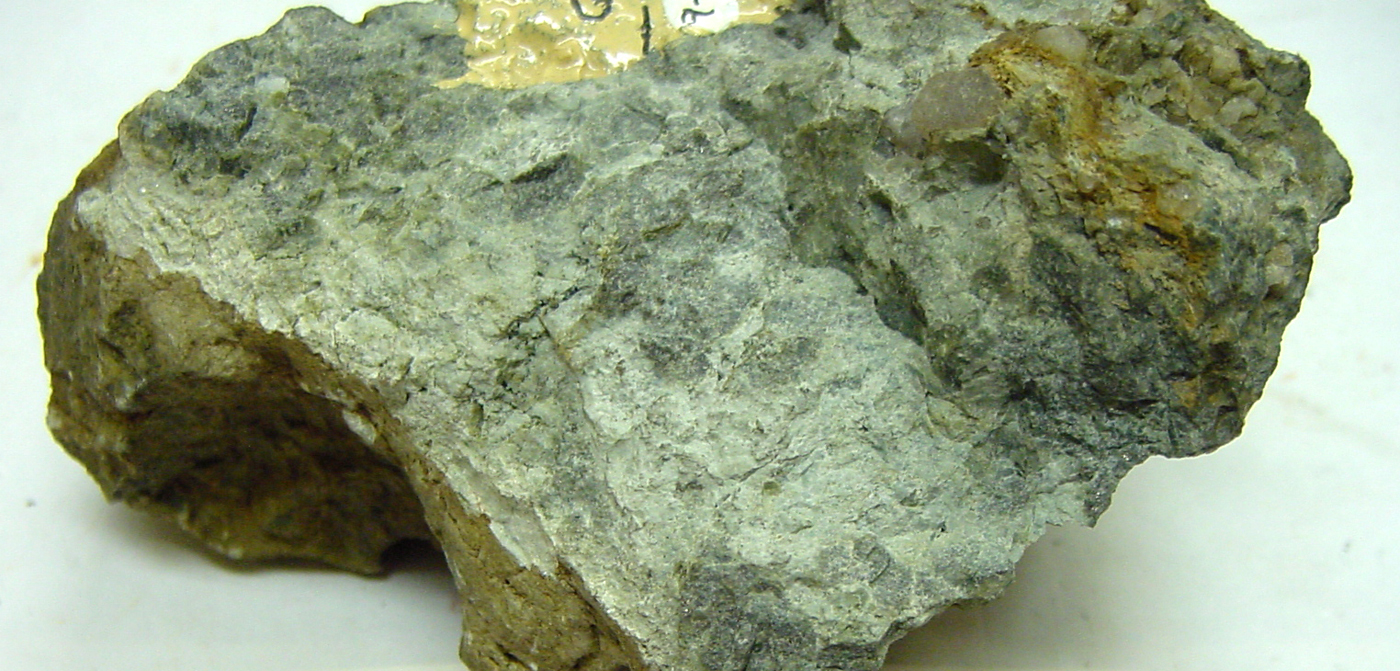
Scorodiet FeAsO_{4}·2H_{2}O, een orthorombisch arsenaatmineraal

Er bestaan ook fluoroarsenaten in de vorm van MI2[As2F8O2]-verbindingen met arseenatomen die octaëdrisch gecoördineerd worden door vier fluorideionen en twee brugvormende zuurstofatomen.

## Voorkomen
Een arsenaatmineraal is elk mineraal dat arsenaat als anion heeft. Hierbij dient men onderscheid te maken tussen mineralen met kristalwater en mineralen zonder kristalwater. In tegenstelling met fosfaatmineralen, ontstaan de arsenaten op secundaire wijze door verwering.
Voorbeelden: Adamiet, Annabergiet, Beudantiet (ook sulfaat), β-Roseliet, Chalcophylliet, Conichalciet, Erythriet, Euchroïet, Farmacoliet, Farmacosideriet, Legrandiet, Liroconiet, Mimetiet, Oliveniet, Roseliet, Scorodiet en Tyroliet

## Arsenaatvergiftiging
Arsenaat kan anorganisch fosfaat vervangen in het onderdeel van de glycolysereactie waarbij 1,3-bisfosfoglyceraat gevormd wordt. Hierbij ontstaat dan 1-arseno-3-fosfoglyceraat. Deze molecule is onstabiel en hydrolyseert vlug tot 3-fosfoglyceraat, de volgende intermediaire molecule in deze reeks reacties. Hierdoor gebeurt er dus wel glycolyse, maar de ATP die hierbij moest ontstaan uit 1,3-bisfosfoglyceraat is er niet. Immers arsenaat ontkoppelt de glycolysereactie, wat zijn toxiciteit verklaart.

## Gebruik door bepaalde bacteriën
Bepaalde bacteriën bekomen hun energie door oxidatie van bepaalde brandstoffen terwijl ze arsenaten reduceren tot arsenieten. Hierbij gebruiken ze arsenaatreductase-enzymen.
Men ontdekte in 2008 in de warme bronnen van Mono Lake in Californië een bacteriesoort die fotosynthese bekwam door arseenverbindingen te gebruiken in plaats van water. In deze versie van de fotosynthese worden arsenieten gebruikt als elektronendonoren met als eindproduct arsenaten en wordt er dus CO2 omgezet in biomassa. In normale fotosynthese wordt er water gebruikt als elektrondonor met moleculair zuurstof als eindproduct.
Men neemt aan dat dergelijke bacteriën, evenals bacteriën die zwavel- of ijzerverbindingen gebruiken, ontstonden vooraleer de conventionele zuurstofproducerende fotosynthese ongeveer 2,7 miljard jaren geleden ontstond.
De bacterie NT-26 kan eveneens, door gebruik van zijn natuurlijke enzymen, arseniet omzetten in arsenaat. Dit is van belang voor het opschonen van besmet water, vermits arsenaat ongeveer 100 maal minder giftig is dan arseniet. Dit is een typisch voorbeeld van bioremediatie.